# Charro
 Charro  (títol original: Charro!) és un western estatunidenc dirigida per Charles Marquis Warren, estrenada el 1969. Ha estat doblada al català.

## Argument
Jess Wade, exmembre d'una banda de fugitius dirigida per Vince Hackett, troba en un saloon mexicà Tracey Winters, un antic flirt, així com el germà segon de Vince, Billy Roy. Aquest últim organitza sobre el terreny una reunió entre el grup i Jess, però no volent aquest retornar amb el seu passat, l'enfrontament és inevitable.

## Repartiment
- Elvis Presley: Jess Wade
- Ina Balin: Tracey Winters
- Victor French: Vince Hackett
- Barbara Werle: Sara Ramsey
- Solomon Sturges: Billy Roy Hackett
- Lynn Kellogg: Marcie
- Paul Brinegar: Opie Keetch
- Harry Landers: Heff
- Tony Young: Tinent Rivera
- James Almanzar: Xèrif Ramsey
- Charles H. Gray: Mody
- John Pickard: Jerome Selby
- Garry Walberg: Martin Tilford
- Duane Grey: Gabe
- Rodd Redwing: Lige
- J. Edward McKinley: Henry Carter
- Robert Luster: Will Joslyn
- James Sikking: Gunner